# If I Can't Have You (canción)
«If I Can't Have You» (en español: «Si No Puedo Tenerte») es el primer sencillo de Shawn Mendes incluido en su versión de lujo de su tercer álbum de estudio Shawn Mendes (2018). La canción fue publicada el 3 de mayo de 2019 a través de la discográfica Island Records.

## Composición y Recepción
Mendes le dijo a Zane Lowe en el programa de radio Beats 1 que de las 45 canciones que ha escrito en los últimos seis meses, que son estilísticamente “por todas partes” y tienen “vibraciones diferentes”, «If I Can't Have You» fue “el que siempre jugaba para mí y para mis amigos y mi familia y le daba a la gente esa sonrisa”.
Mendes anunció el lanzamiento a través de sus redes sociales el 1 de mayo. Compartió un enlace al sitio web promocional canthaveyou.com, que redirige a su tienda web y ofrece el sencillo como un vinilo de 7 pulgadas, casete y CD, con cada formato disponible en tres versiones que contienen un memo de voz único de Mendes. Interpretó la canción por primera vez durante Saturday Night Live el 4 de mayo de 2019.
En Estados Unidos la canción tuvo mucha expectativa, insiguió entrar en el número 2 del Billboard Hot 100 la semana del 18 de mayo de 2019 Pero en la siguiente semana la canción cayó al número 13 manteniéndose en las posiciones del top 20 hasta que volvería a alcanzar el top 10 otras dos veces para después ir bajando en listas.
En Reino Unido el sencillo consiguió acceder a la novena posición la semana del 15 de mayo de 2019 La canción estuvo 17 semanas en la lista.

## Formatos
| N.º | Título                | Duración |  |
| 1.  | «If I Can’t Have You» | 3:10     |  |

## Posicionamiento en listas
| País              | Lista certificadora         | Mejor posición |        |        |        |        |        |        |
| Europa            | Europa                      | Europa         | Europa | Europa | Europa | Europa | Europa | Europa |
| ----------------- | --------------------------- | -------------- | ------ | ------ | ------ | ------ | ------ | ------ |
| Portugal          | IFPI                        | 14             |        |        |        |        |        |        |
| España            | PROMUSICAE                  | 56             |        |        |        |        |        |        |
| España            | Radios Top 50               | - -            |        |        |        |        |        |        |
| España            | Los40 España                | 10             |        |        |        |        |        |        |
| Francia           | IFPI                        | 109            |        |        |        |        |        |        |
| Andorra           | PROMUSICAAND                | 11             |        |        |        |        |        |        |
| Bélgica           | Ultratop 40 (Wallonia)      | 11             |        |        |        |        |        |        |
| Bélgica           | Ultratop 40 (Flamenca)      | 11             |        |        |        |        |        |        |
| Alemania          | Germany Songs               | 14             |        |        |        |        |        |        |
| Suiza             | GfK Entertainment Charts    | 10             |        |        |        |        |        |        |
| República Checa   | Rádiós Top 100              | 2              |        |        |        |        |        |        |
| Reino Unido       | UK Singles Chart            | 9              |        |        |        |        |        |        |
| Asia              |                             |                |        |        |        |        |        |        |
| Japón             | Billboard Japan Hot 100     | 27             |        |        |        |        |        |        |
| Corea del Sur     | South Korean Hot 100        | 110            |        |        |        |        |        |        |
| Oceanía           |                             |                |        |        |        |        |        |        |
| Australia         | ARIA Singles Chart          | 4              |        |        |        |        |        |        |
| Nueva Zelanda     | NRZ Singles Chart           | 2              |        |        |        |        |        |        |
| América del Norte |                             |                |        |        |        |        |        |        |
| Canadá            | Billboard Canadian Hot 100  | 2              |        |        |        |        |        |        |
| Estados Unidos    | Billboard Hot 100           | 2              |        |        |        |        |        |        |
| Estados Unidos    | Billboard Radios Top 50     | 3              |        |        |        |        |        |        |
| México            | Monitor Latino MÉ           | - -            |        |        |        |        |        |        |
| América del Sur   |                             |                |        |        |        |        |        |        |
| Colombia          | Monitor Latino COL          | 94             |        |        |        |        |        |        |
| Perú              | Monitor Latino PE           | - -            |        |        |        |        |        |        |
| Chile             | Monitor Latino CH           | - -            |        |        |        |        |        |        |
| Uruguay           | Top 100! Uruguay            | 21             |        |        |        |        |        |        |
| Argentina         | Billboard Argentina Hot 100 | 91             |        |        |        |        |        |        |
| Argentina         | Monitor Latino AR           | 16             |        |        |        |        |        |        |

## Certificaciones
| País   | Organismo certificador | Certificación | Ventas certificadas | Ref.  |
| ------ | ---------------------- | ------------- | ------------------- | ----- |
| México | AMPROFON               | Oro           | 30,000              | [ 8 ] |